# Sistema complex

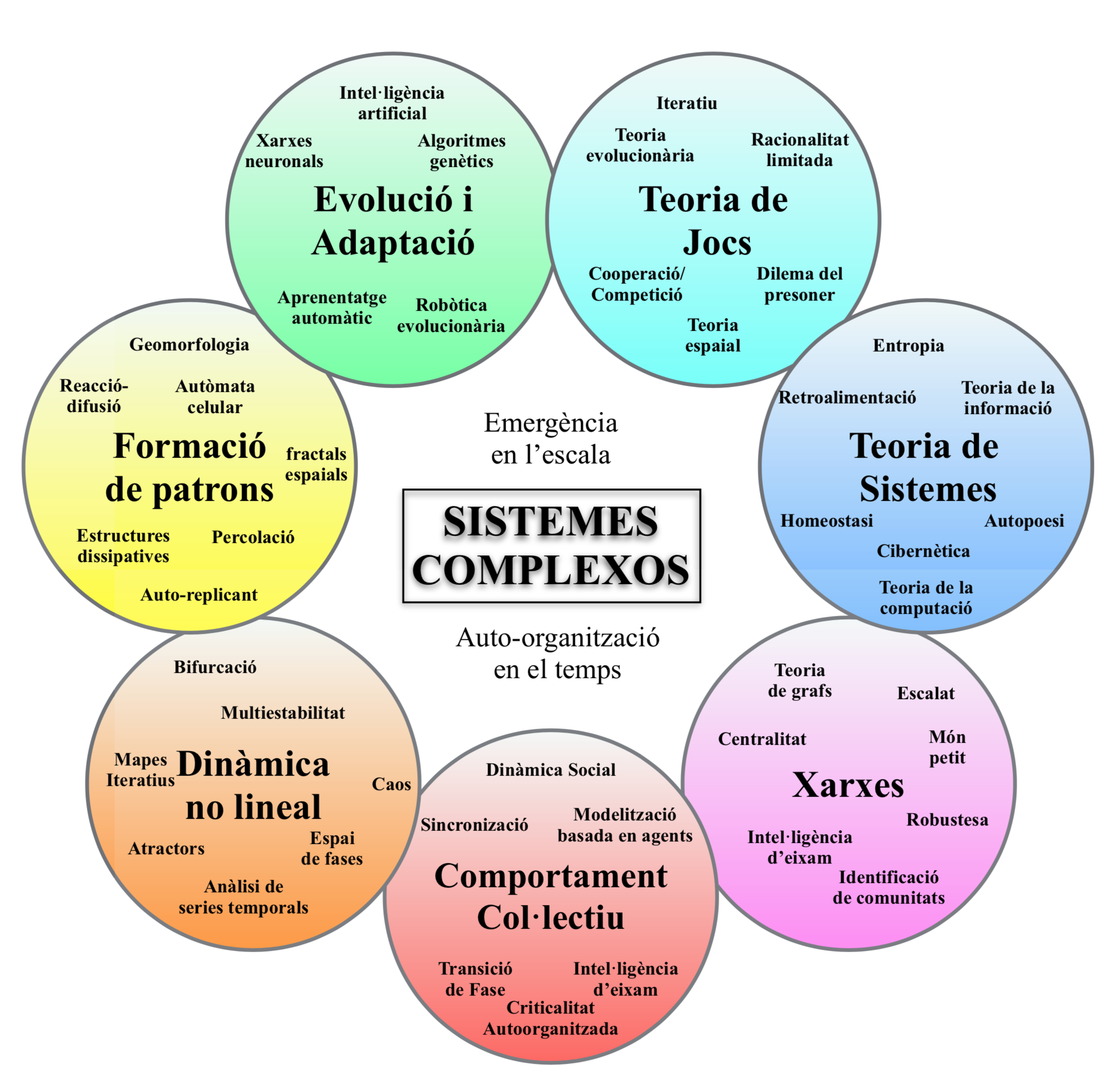
Compendi de conceptes relacionats amb els sistemes complexos

Un sistema complex, especialment en matemàtica, és un sistema compost per parts interconnectades que com una totalitat mostren una o més propietats que no són òbvies des de les propietats de les parts individuals.
També s'anomena teoria de sistemes complexos, ciència de la complexitat, estudi dels sistemes complexos, ciències de la complexitat, física de no equilibri, i física històrica.
La complexitat d'un sistema pot ser una de les dues formes: complexitat organitzada i complexitat desorganitzada. En essència la complexitat desorganitzada és un assumpte d'un gran nombre de parts i la complexitat organitzada és un assumpte del sistema subjecte (probablement amb només un limitat nombre de parts) que exhibiria propietats emergents.
Els problemes clau d'aquests sistemes són les dificultats que hi ha amb la modelització i simulació formals. Des d'aquesta perspectiva, en diferents contextos de recerca els sistemes complexos són definits sobre la base dels seus diferents atributs. De moment, encara no hi ha consens amb relació a una definició universal de sistema complex.

## Exemples de sistemes complexos
Els sistemes complexos s'estudien principalment en matemàtica, ciències naturals i ciències socials.
- Les colònies de les formigues
- Economia humana
- Estructures socials sociològiques
- El clima
- El sistema nerviós
- La cèl·lula biològica

## Conceptes clau

### Ciència dels sistemes complexos
La ciència dels sistemes complexos estudia com un gran nombre de components -que a petita escala interactuen entre ells localment- poden a escales més grans autoorganitzar-se espontàniament i mostrar comportaments i estructures globals emergents i no trivials.
Expressat amb altres paraules: l'estudi dels sistemes complexos busca entendre el comportament i les propietats del conjunt d’un sistema que no pot derivar-se de forma directa de l'estudi de les propietats de les seves parts de forma aïllada.
D'un conjunt com aquest se'n diu sistema complex i requereix de nous marcs matemàtics i de noves metodologies científiques per ser investigat.

### Interaccions
Els components d’un sistema complex formen xarxes d'interaccions, de vegades només amb un pocs components involucrats en moltes interaccions. Les interaccions poden generar nova informació que fa difícil estudiar els components de forma aïllada o predir-ne el futur completament. A més a més els components d'un sistema poden esdevenir al mateix temps nous sistemes, creant-se sistemes de sistemes interdependents els uns dels altres. La ciència dels sistemes complexos estudia la interacció de les parts mirant les seves connexions i tracta d’entendre com aquestes connexions donen lloc al tot.

### Emergència
En els sistemes complexos les propietats del tot sovint no poden entendre's o predir-se a partir del coneixement dels seus components, a causa d'un fenomen conegut com a emergència. Aquest fenomen involucra diversos mecanismes que provoquen que la interacció entres els components d'un sistema generi nova informació i que es presentin estructures i comportaments no trivials a escales més grans. Aquest fet es resumeix sovint amb la dita popular “el tot és més que la suma de les parts”.

### Dinàmica

Evolució d'un sistema (bola vermella) a prop d'un punt estable (esquerra) i inestable (dreta)

#### Definició
Els sistemes poden analitzar-se en termes de com canvien els seus estats al llarg del temps, la dinàmica és l'estudi d’aquesta evolució. Els sistemes complexos canvien típicament de manera no lineal; és a dir canvien a diferents ritmes segons els seus estats o l'entorn.

#### Estabilitat
Els diferents sistemes poden presentar estats estables, en els quals poden romandre fins i tot essent pertorbats, o inestables, en els quals una petita pertorbació pot alterar el sistema. En alguns casos petits canvis en l'entorn poden canviar completament el comportament del sistema creant bifurcacions, transicions de fase o punts crítics.

#### Caos

Exemple de trajectòria en un atractor de Lorenz, un sistema dinàmic no lineal que exhibeix caos.

Alguns sistemes són caòtics, extremadament sensibles a petites pertorbacions i impredictibles a llarg termini, exhibint el que es coneix com a efecte papallona. Un sistema complex molt sovint té “memòria”, és a dir el seu estat actual depèn dels estats previs, o dit d’una altra manera, de la trajectòria o camí que s’hagi seguit fins a arribar-hi.
Exemples:
- El temps canviant constantment de manera aleatòria.
- La volatilitat financera en el mercat borsari.

### Autoorganització
Les interaccions entre els components d'un sistema complex poden produir un patró o conducta global sense que existeix cap control central o extern. Això sovint es qualifica d'autoorganització.
En alguns casos els sistemes complexos poden autoorganitzar-se en un estat crític que només pot existir en un subtil equilibri entre aleatorietat i regularitat. Els patrons que emergeixen de tals estats crítics autoorganitzats mostren normalment diverses peculiaritats com ara autosemblança i propietats de patrons amb distribucions de probabilitat de cues llargues.
Exemples:

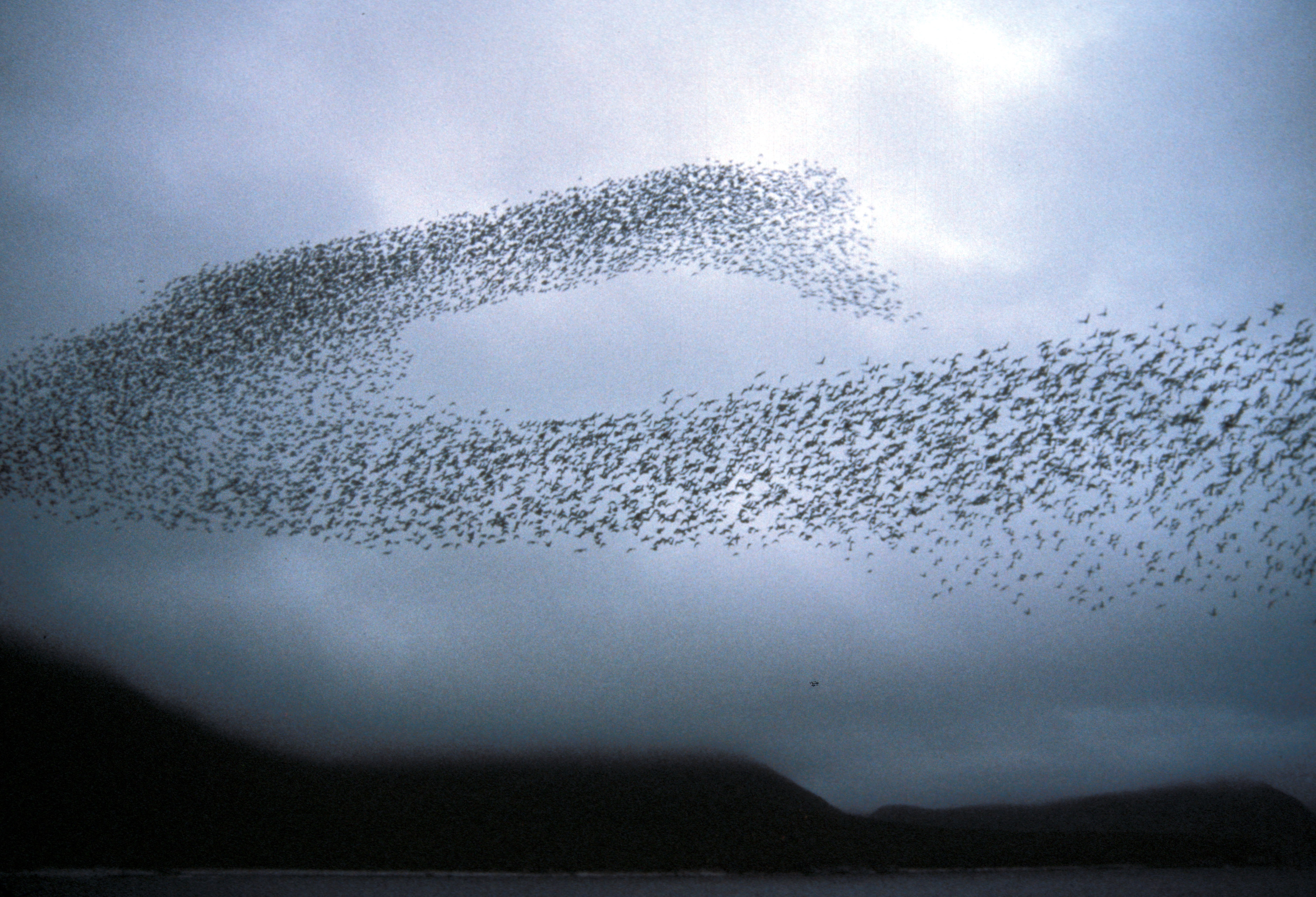
Bandada d'aus formant un patró de vol

- Un sol ovòcit dividint-se i eventualment autoorganitzant-se en la complexa forma d'un organisme.
- Ciutats en creixement que atrauen més gent i diners.
- Una gran població d'estornells formant bandades amb patrons complexos.

### Interdisciplinarietat
Els sistemes complexos apareixen en tot tipus d'àmbits científics i professionals, incloent-hi la física, la biologia, l'ecologia, les ciències socials, les finances, els negocis, l'administració, la política, la psicologia, l'antropologia, la medicina, l'enginyeria, la tecnologia de la informació i més.
Un concepte clau de la ciència de la complexitat és la universalitat, la idea que molts sistemes en diferents àmbits presenten fenòmens de característiques subjacents comunes que poden ésser descrites utilitzant els mateixos models científics. Aquests conceptes justifiquen un nou context matemàtic-computacional interdisciplinari.
Exemples:
- Propietats comunes de diversos sistemes de processament de la informació (sistemes nerviosos, Internet, infraestructures comunicatives…).
- Patrons universals trobats en nombrosos processos de difusió (epidèmies, modes, incendis forestals, propagació de rumors).

## Mètodes
Per estudiar els sistemes complexos es necessita la modelització computacional i matemàtica avançada, l’anàlisi i les simulacions per veure com aquests sistemes s'estructuren i evolucionen en el temps
Exemples:
- Modelització basada en agents per a la formació de bandades d'ocells.
- Models matemàtics i computacionals del cervell.
- Models computacionals de predicció meteorològica.
- Models computacionals de dinàmica de vianants.

## Pàgines interactives
En els següents enllaços trobareu diferents models interactius que il·lustren els conceptes exposats en aquest article de la viquipèdia.
- Complexifica (UBICS) (en català)[Enllaç no actiu]
- Complexity Explorables (en anglès)